# Зандпол
Зандпол (нід. Zandpol) — село в нідерландській провінції Дренте. Входить до муніципалітету Еммен.
Його площа становить 0,99 км², а населення станом на 2021 рік складало 450 осіб.
Перша згадка про населений пункт датується 1975 роком.